# Prostitute
Prostitute is het elfde album van de Britse zangeres Toyah. Het album wijkt sterk af van het overige repertoire van deze zangeres/actrice. De muziek heeft veel weg van minimal music, een term uit de klassieke muziek, maar zeker van toepassing op dit en het volgend album.
Toyah bevond zich op een keerpunt in haar muzikale loopbaan. Ze was inmiddels getrouwd met Robert Fripp. Wat eerst een goede keus bleek (later ook), leek toen een slechte. Hij, bekendstaand als een intellectueel, en zij, ingeschaald als eenvoudig popmuziek meisje, konden het goed vinden, maar stonden in het middelpunt van de belangstelling, terwijl zijzelf liever aan de periferie van het beroemd zijn stonden. Voorts waren de opnames van het vorige album Desire niet geheel naar wens verlopen; het platenlabel wilde een single, die Toyah eigenlijk niet leveren kon/wilde. Ze voldeed aan de grillen van het label en de fans van het eerste uur dachten dat Toyah aan het afglijden was.
Prostitute (hoer) beschouwde Toyah als een tonen van haar sterkte tegen de verdrukking in. Misbruikt en onbegrepen, en dan toch krachtig tevoorschijn komen. De stimulator achter dit album was vriend Alex Paterson, toen nog roadie maar al snel furore makend als The Orb. Bij diens eerste album werd Simon Darlow ingeschakeld, ooit lid van de band Toyah. De mooie zang van Minx en Desire is verdwenen en de zang van Toyah leek weer op de zang van de albums toen zij nog met vaste band opereerde. De bijlage van het album vermeldt nog dat het album achter elkaar doorgedraaid moet worden, de tijden zijn slechts een index om het verhaal te kunnen volgen. Er konden van dit album geen singles getrokken worden.
Steve Sidelnyk is een drummer (zowel akoestisch als elektronisch), die speelde bij talloze andere artiesten zoals Anja Garbarek, Madonna, The Style Council, Aztec Camera en Kylie Minogue.

## Musici
- Toyah – zang, toetsinstrumenten, gitaar, Akai-computer
- Steve Sidelnyc – slagwerk, percussie, toetsinstrumenten, akai.

## Muziek
| Nr. | Titel                                        | Duur |
| --- | -------------------------------------------- | ---- |
| 1.  | Hello (Willcox)                              | 1:20 |
| 2.  | Prostitute (Willcox/Sidelnyc)                | 2:58 |
| 3.  | Wife (Willcox)                               | 3:46 |
| 4.  | The show (Willcox)                           | 2:45 |
| 5.  | Dream house (Willcox/Sidelnyc)               | 4:29 |
| 6.  | Homecraft (Willcox)                          | 2:02 |
| 7.  | Obsession (Willcox)                          | 3:44 |
| 8.  | Let the power bleed (Willcox/Sidelnyc)       | 4:43 |
| 9.  | Bleed restless (Willcox/Sidelnyc)            | 4:05 |
| 10. | Falling to earth (Willcox)                   | 3:26 |
| 11. | Jazz singers in the trees (Willcox/Sidelnyc) | 4:52 |
| 12. | Vale of Evesham (Willcox)                    | 2:50 |
| 13. | Ghosts on the universe (Willcox/Sidelnyc)    | 3:55 |

Het originele album bevatte weinig informatie (wel de complete tekst); de heruitgave in 2003 op Vertical Species bevatte het verhaal achter dit album. Het album haalde nergens de albumlijsten.